# Femke Wolting
Femke Wolting (Ouder-Amstel, 6 de noviembre de 1970) es una productora neerlandesa de nuevos medios de comunicación. Ha ganado numerosos premios incluidos dos premios Emmy, en 2015 y 2019.

## Antecedentes
Wolting ha sido productora de películas, series, y otros proyectos alrededor del mundo. De 1995 a 2000, Wolting trabajó en la red nacional de radiodifusión pública holandesa, VPRO.
Es la iniciadora de Exploding Cinema, la mirada anual del Festival Internacional de Cine de Róterdam sobre el futuro de los medios de comunicación, organizando exposiciones, conferencias y clases magistrales para los creadores de medios de comunicación. En 2000, con Bruno Felix, cofundó el estudio Submarine, una productora independiente de documentales, juegos y animación con base en Los Angeles y Ámsterdam. En 2001, también crearon SubmarineChannel, una plataforma de distribución y producción para cineastas y artistas interactivos. Wolting acaba de terminar de codirigir con Jorien van Nes un documental sobre mundos virtuales, "Another Perfect World".
Como productora y directora, Wolting ha trabajado con directores de renombre como Peter Greenaway. En 2017 produjo Nobody Speak: Trials of the Free Press que se estrenó en el Festival de Cine de Sundance 2017 y que fue adquirida como Netflix Original.

## Filmografía

### Productora
- Dispararon al pianista (coproductora) 2023
- Sea Shadow (Corto) (productora) (post-production) 2020

- Church and the Fourth Estate (Documental) (coproductora) 2020

- Fox and Hare (Serie de Televisión) (26 episodes) 2019
- Undone (Serie de Televisión) (8 episodios) 2019
- Samar: Are We Flying or Falling? (Documental) 2019
- Ganz: How I Lost My Beetle (Documental) 2019
- Der unaufhaltsame Aufstieg von Amazon (documental) 2018
- Bellingcat: Truth in a Post-Truth World (Documental) 2018
- Buñuel en el laberinto de las tortugas 2018[10]
- Storyville (documental) (1 episodio) 2018
- Jailed in America (2018)
- A Cup of Joe (corto) 2018
- American Jail (documental) 2018
- More Human Than Human (Documental) 2018
- Kiem Holijanda (Corto) 2018
- A Year of Hope (Documental)
- Word! (Corto) 2017
- Echoes of IS (Serie de Televisión Documental) 2017
- De jacht op de match (Documental) 2017
- I Cloudboy 2017
- Ashes to Ashes (Corto) 2017
- Nobody Speak: Trials of the Free Press (Documental) 2017
- Droomland Amerika (documental) 2016
- Exitus (Serie de Televisión Documental) 2016
- Bugs (Documental) 2016
- The Land of the Enlightened (Documental) 2016
- The Lovers & the Despot (Documental) 2016
- Beyond My Walls (Documental) 2015
- Wir sind die Roboter (Documental) 2015
- Meet Me in Venice 2015
- Eisenstein en Guanajuato 2015[11]
- De School (Documental)  2014
- Pekka. Inside the Mind of a School Shooter (Documental)  2014
- Welp  2014
- Last Hijack (Documental)  2014
- Unspeak (TV Mini-Series Corto)  2013
- Picknick met taart (Serie de Televisión) ( 3 episodios) 2012
- The Successor of Kakiemon (Documental)  2012
- Poor Us: An Animated History of Poverty (Documental)
- Peace vs Justice (Documental)
- On the string of forgetfulness (Documental) 2011
- II Off the Grid 2011
- Ouwehoeren (Documental) 2011
- Hola Lara (Serie de Televisión) 2011
- Shock Head Soul (Documental) 2011
- Parradox (Documental) 2010
- In a Forest (Corto) 2010
- Collapsus (Corto) 2010
- Rainmakers (Documental) 2010
- VPRO Tegenlicht (Serie de Televisión Documental) ( 1 episodio) 2010
- De viagraman (Documental)   2009
- Life Is Beautiful (Película para Televisión)  2009
- American Prince (Documental)  2009
- I Love Alaska (Documental)  2009
- Molotov Alva and His Search for the Creator: A Second Life Odyssey (Documental Corto) 2008
- I Wanna Be Boss (Documental) 2008
- Rembrandt's J'Accuse...! (Documental) 2008[12][13]
- Wide Angle (Documental) ( 2 episodios)
- De onverboden stad (Documental) 2008
- Kika & Bob (Serie de Televisión) 2007-2008
- Dear Oprah: Non-Voting America's Wildest Dream (Documental) 2008
- Safety First (Documental Corto) 2008
- Dream City (Documental Corto)  2007
- Micha Klein: Speeding on the Virtual Highway (Documental)  2007
- Satellite Queens (Documental)  2007
- There Is No Authority But Yourself (Documental)  2006
- Naked (Serie de Televisión)  2006
- Jungle Rudy (Documental)  2006
- Viktor and Rolf: Because We're Worth It! (Documental)  2006
- De terrorist Hans-Joachim Klein (Documental)  2005
- Celebration (Película para televisión)  2005
- It's the End of TV As We Know It (Documental) 2000

### Directora
- More Human Than Human (Documental)  2018[14]
- Wir sind die Roboter (documental)  2015
- Last Hijack (Documental)  2014[15]
- Another Perfect World (documental) 2009
- Viktor & Rolf (documental) 2006
- Sneakers (documental) 2004
- Beyond MTV
- It's the end of TV as we know it (documental) 2000
- Huggleboo (Serie de televisión)

## Premios
- Festival Internacional de Cine de Animación de Annecy - 2019 Premio del Jurado, Mejor Film: Buñuel en el laberinto de las tortugas
- Festival International de Programmes Audiovisuels - 2014 FIPA d'Or, Mejor documental: Pekka. Inside the Mind of a School Shooter
- Festival international du film de Genève Tous Écrans - 2014 Premio del Jurado Joven, Mejor transmedia: Last Hijack
- Premios Emmy Internacional - 2015 Emmy Digital, Programa digital no ficción: Last Hijack; 2019 Emmy Internacioal, Mejor Documentaral: Bellingcat: Truth in a Post-Truth World
- Prix Europa - 2014 Prix Europa, Mejor proyecto en línea europeo del año: Last Hijack
- AFI Docs - 2005 American Film Market/SILVERDOCS: Sneakers